# Sadóvoie (Rostov)
Sadóvoie — Садовое (rus) — és un khútor (un poble) de l'óblast de Rostov, a Rússia, que en el cens del 2010 tenia 106 habitants, pertany al districte de Remóntnoie.